# Arquebisbat de Huambo
L'arquebisbat de Huambo (portuguès: Arquidiocese de Huambo; llatí: Archidioecesis Huambensis) és una seu metropolitana de l'Església catòlica pertanyent a Angola. El 2011 tenia 1.552.000 batejats al voltant de 2.513.000 habitants. Actualment és dirigida per l'arquebisbe José de Queirós Alves, C SS R.

## Territori
El territori comprèn el de la província de Huambo, i a la seva capital, Huambo, hi ha seu catedral de Nossa Senhora da Conceição. Està dividida en 43 parròquies.

## Història
El 9 de setembre de 1940 fou establerta la diòcesi de Nova Lisboa mitjançant la butlla Sollemnibus Conventionibus del papa Pius XII amb territoris separats de la Diòcesi de São Paulo de Loanda i la missió sui iuris de Cunene, tot suprimint la prefectura apostòlica de Cubango, amb la idea de servir a la creixent població europea que s'anava congregant a l'Àfrica Occidental Portuguesa.
A mesura que passava el temps, va cedir territori a causa de la creació d'altres diòcesis:
- el 27 de juliol de 1955 per establir la llavors Diòcesi de Sá da Bandeira (ara l'Arxidiòcesi de Lubango)
- el 6 de juny de 1970 per establir la seva futura diòcesi sufragània, la  Diòcesi de Benguela
- el 10 d'octubre de 1975 per establir la Diòcesi de Serpa Pinto (posteriorment rebatejada com a Diòcesi de Menongue) i la Diòcesi de Pereira d'Eça (més tard rebatejada com la Diòcesi d'Ondjiva).

El 3 de febrer de 1977 mitjançant la butlla Qui divino consilio la diòcesi de Nova Lisboa fou promoguda i canviada de nom a Arxidiòcesi metropolitana de Huambo. El juny de 1992, va gaudir d'una visita papal del Papa Joan Pau II.

## Cronologia de bisbes
- Daniel Gomes Junqueira, C.S.Sp. † (28 de gener de 1941 - 29 de juny de 1970 mort)
- Américo Henriques † (19 de febrer de 1972 - 13 d'abril de 1976 dimitit)
- Manuel Franklin da Costa † (3 de febrer de 1977 - 12 de setembre de 1986 nomenat arquebisbe de Lubango)
- Francisco Viti (12 de setembre de 1986 - 31 de juliol de 2003 dimití)
- José de Queirós Alves, C.SS.R., des del 3 de maig 2004

## Estadístiques
A finals del 2013, la diòcesi tenia 1.552.000 batejats sobre una població de 2.530.000 persones, equivalent al 61,3% del total.
| any  | població  | població  | població | sacerdots | sacerdots       | sacerdots       | sacerdots             | diàques | religiosos | religiosos | parroquies |
| ---- | --------- | --------- | -------- | --------- | --------------- | --------------- | --------------------- | ------- | ---------- | ---------- | ---------- |
| any  | batejats  | total     | %        | total     | clergat secular | clergat regular | batejats por sacerdot | diàques | homes      | dones      |            |
| 1950 | 394.621   | 1.284.668 | 30,7     | 115       | 13              | 102             | 3.431                 |         | 114        | 98         | 37         |
| 1966 | 754.765   | 1.327.913 | 56,8     | 166       | 69              | 97              | 4.546                 |         | 145        | 185        | 59         |
| 1970 | 880.000   | 1.670.000 | 52,7     | 165       | 86              | 79              | 5.333                 |         | 136        | 204        | 29         |
| 1980 | 767.000   | 1.330.000 | 57,7     | 49        | 27              | 22              | 15.653                |         | 60         | 56         | 34         |
| 1990 | 1.088.004 | 1.750.000 | 62,2     | 53        | 30              | 23              | 20.528                |         | 102        | 134        | 55         |
| 1999 | 1.000.000 | 2.890.000 | 34,6     | 49        | 27              | 22              | 20.408                |         | 209        | 165        | 42         |
| 2000 | 1.290.000 | 2.336.211 | 55,2     | 53        | 32              | 21              | 24.339                |         | 174        | 156        | 20         |
| 2001 | 1.170.000 | 2.072.586 | 56,5     | 62        | 39              | 23              | 18.870                |         | 132        | 152        | 20         |
| 2002 | 1.119.590 | 2.012.180 | 55,6     | 67        | 41              | 26              | 16.710                |         | 114        | 158        | 20         |
| 2003 | 1.056.000 | 1.956.000 | 54,0     | 65        | 43              | 22              | 16.246                |         | 130        | 170        | 20         |
| 2004 | 1.120.000 | 1.956.000 | 57,3     | 71        | 51              | 20              | 15.774                |         | 119        | 173        | 42         |
| 2006 | 1.278.000 | 2.083.000 | 61,4     | 77        | 57              | 20              | 16.597                |         | 85         | 150        | 42         |
| 2013 | 1.552.000 | 2.530.000 | 61,3     | 95        | 74              | 21              | 16.336                |         | 99         | 179        | 43         |